# Mur de la Méditerranée
Ne doit pas être confondu avec Mur Méditerranée.

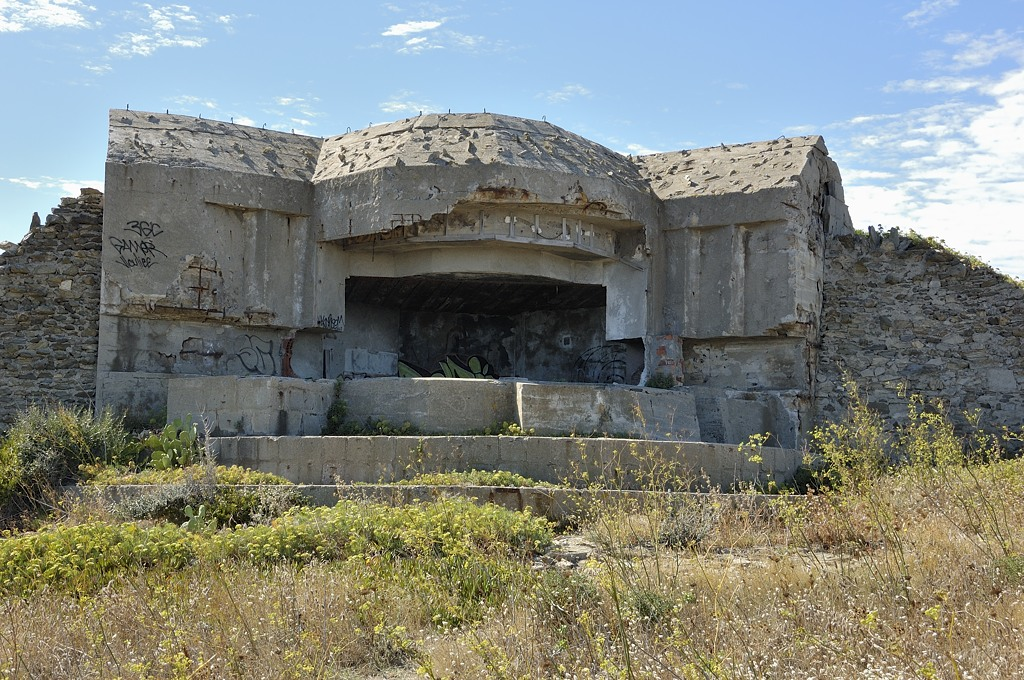
batterie Karine à Port-Vendres

Le mur de la Méditerranée (allemand : Südwall, « rempart du sud ») était un ensemble extensif de fortifications côtières, construit par le Troisième Reich pendant la Seconde Guerre mondiale (1943) le long de la côte française de la mer Méditerranée, de Cerbère à Menton. Moins connu et plus léger que le mur de l'Atlantique, il était destiné à empêcher une invasion par les Alliés.

## Armée allemande affectée au mur
La 19e armée allemande (PC à Avignon) était répartie entre 7 secteurs côtiers de défense (KüstenVerteidigungsAbschnitt ou KVA) couvrant les 864 km des côtes françaises de la Méditerranée de la frontière espagnole jusqu'à la frontière italienne. Le haut commandement de l'armée allemande sur la côte méditerranéenne française (Armeeoberkommando 19 ou AOK 19) comprenait les KVA suivants:
- 19 KVA A / 272. ID : Port-Vendres, Collioure, Cap Leucate...
- 19 KVA B / 277. ID : Port-la-Nouvelle, Narbonne-Plage...
- 19 KVA C / 271. ID : Cap d'Agde, Sète...
- 19 KVA D / 338. ID : La Camargue
- 19 KVA E / 244. ID : Marseille
- 19 KVA F / 242. ID : Toulon
- 19 KVA G / 148. ID: Cannes, Nice...

## Composition du mur
Au moment du débarquement de Provence, le rempart littoral est constitué d'environ 500 ouvrages utilisables, et 200 ouvrages en construction.
Parmi eux figurent :
- le point d’appui LGS082  dans les Pyrénées-Orientales, comportant 14 constructions dont le blockhaus de Toreilles[1] ;
- le cap Béar Regelbau M272[2], également dans les Pyrénées-Orientales ;
- les blockhaus de l'île Sainte-Marguerite[3] au large de Cannes ;
- la batterie Fenouil[4] à l’Estaque (Marseille) ;
- les batteries et casemates du Rove[5] ;
- le centre de commandement souterrain de Saint Antoine (Marseille) ;
- la base de sous-marins Martha sur le port de Marseille ;
- la réutilisation de sites fortifiés militaires français implantés le long de la côte (fort de Six-Fours...) et sur les îles, notamment au Frioul au large de Marseille.

## Débarquement allié
Cette ligne défensive offrira peu de résistance sur les trois secteurs choisis pour le débarquement de Provence, opéré à partir du août 1944 entre Toulon et Cannes à :
- Alpha Beach, du côté ouest (plages de la baie de Cavalaire, à Cavalaire et à La Croix-Valmer, et plage de Pampelonne à Ramatuelle) ;
- Delta Beach, au centre, à Sainte-Maxime (plage de La Nartelle) ;
- Camel Beach, du côté est (face à la base d'aéronautique navale de Fréjus-Saint Raphaël, au Dramont et sur la plage d'Anthéor à Agay).

## Galerie

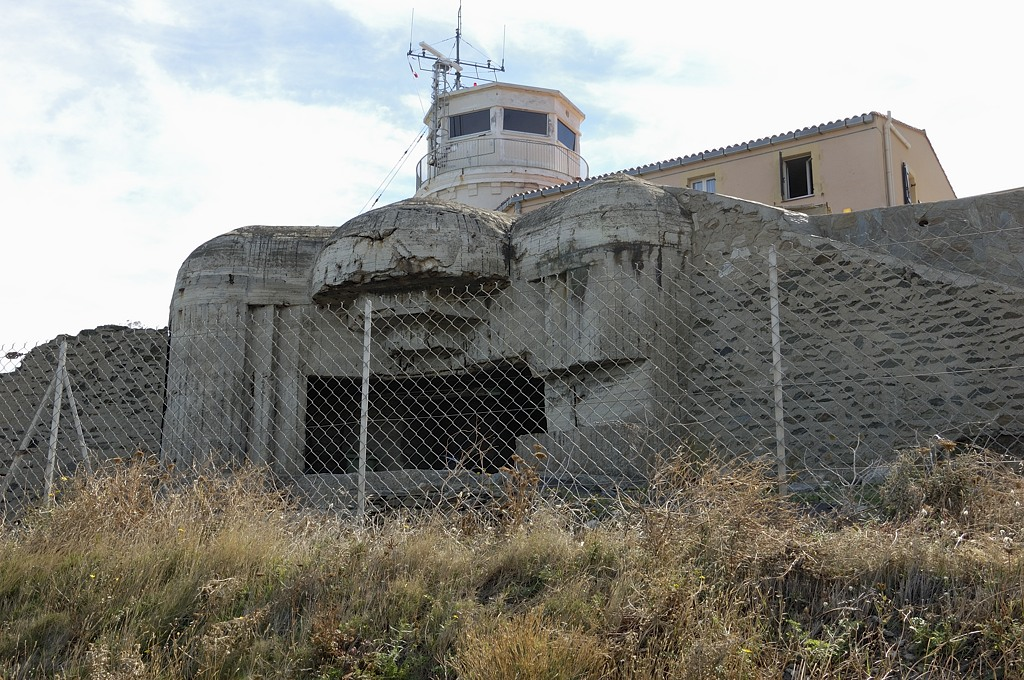
Cap Béar, chambre de tir du Regelbau M272[6].
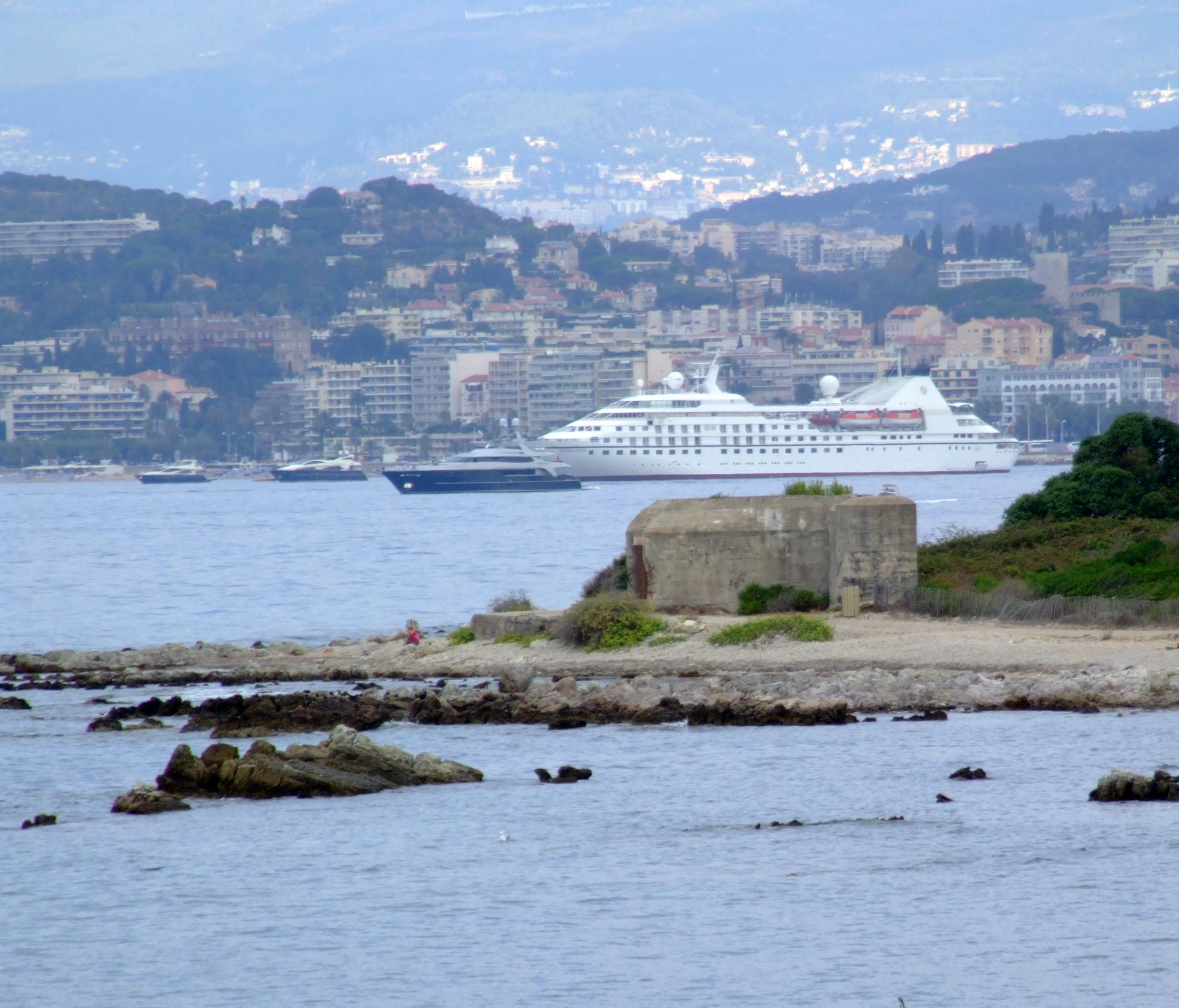
Blockhaus sur l'île Sainte-Marguerite, au large de Cannes
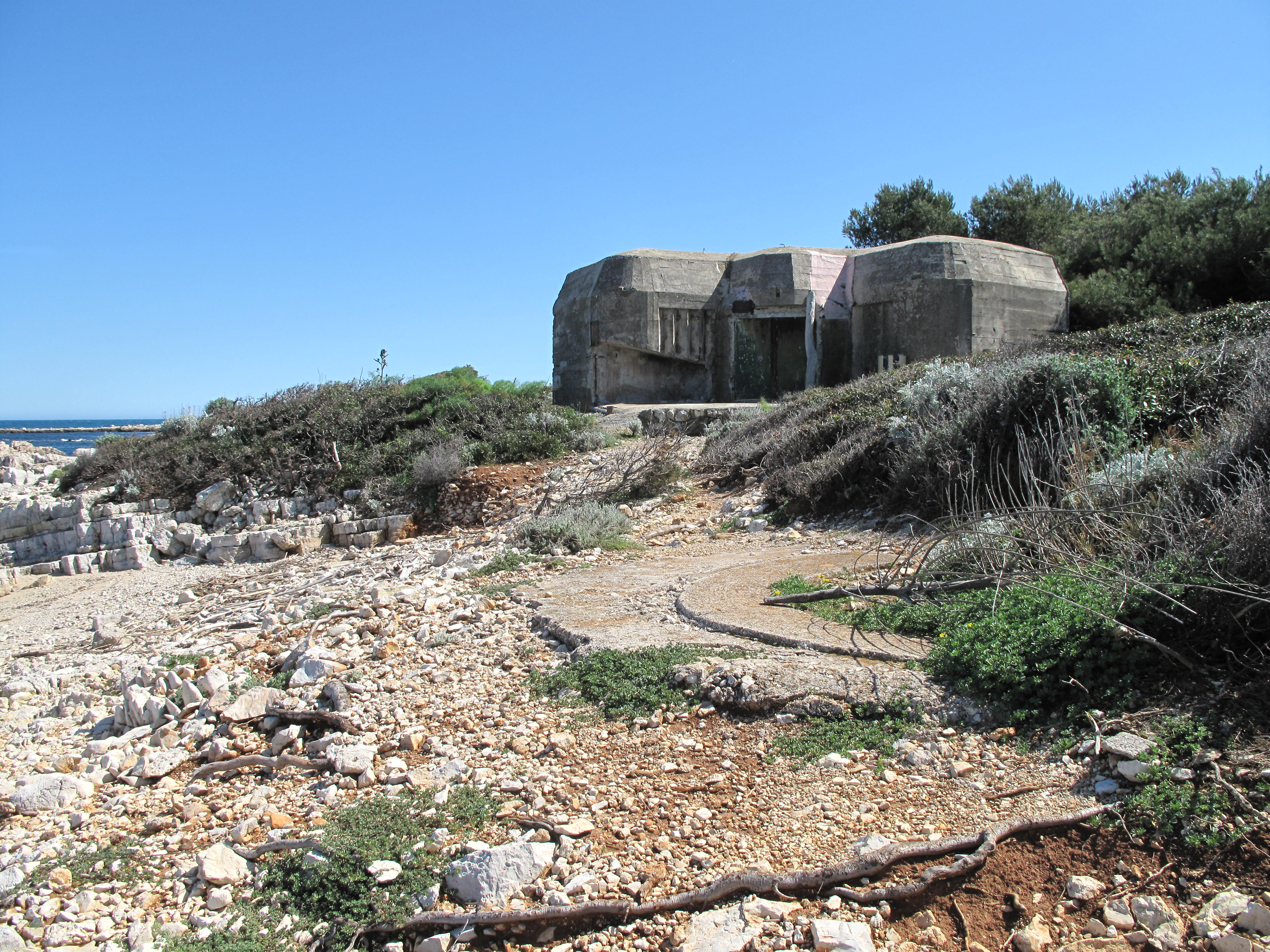
Un des quatre blockhaus de l'île Sainte-Marguerite.
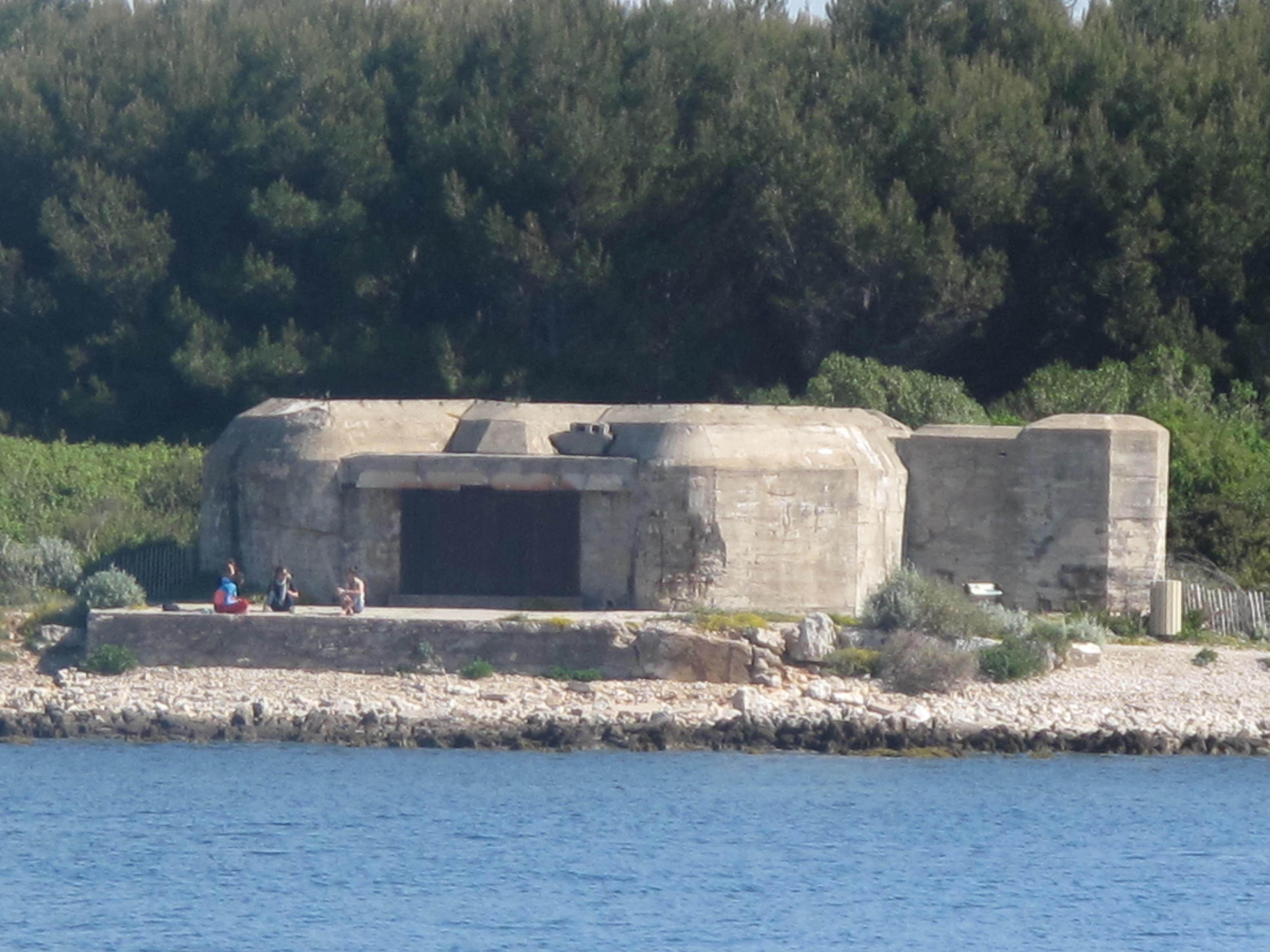
Blockhaus du cap Bateguier sur l'île Sainte-Marguerite.